# Katō Takaaki
El barón Katō Takaaki (加藤 高明?  Nagoya, 3 de enero de 1860-Tokio, 28 de enero de 1926) fue un político japonés y vigesimocuarto primer ministro de Japón, desde el 11 de junio de 1924 hasta su muerte. Fue conocido también como Katō Kōmei.

## Primeros años
Katō fue el segundo hijo de un samurái local vasallo de la rama  gosanke, Owari Tokugawa, que dominaba la provincia de Owari (actual prefectura de Aichi). Nació en Nagoya en 1860, con el nombre de Hattori Sokitchi y fue adoptado por Katō Bunhei a la edad de trece años. Se instruyó en la Escuela de Lenguas Extranjeras de Tokio y en el Tokeo Kaisei Gakkō (actual Universidad de Tokio), y se graduó como el mejor de su clase en la Facultad de Leyes, especializándose en ley común inglesa. Adquirió un empleo en el zaibatsu de Mitsubishi, y fue enviado a Londres por dos años. A su regreso a Japón en 1885, trabajó como ayudante administrativo en la central de Mitsubishi en Marunōchi, Tokio. En 1886 se casó con la primogénita de Iwasaki Yataro, presidente de la empresa.

## Ministro de Gobierno y Embajador
En 1887, Katō asumió el puesto de secretario privado de Okuma Shigenobu, por entonces ministro de Asuntos Exteriores, y trabajó en la revisión de los tratados desiguales. Posteriormente sirvió como director del Instituto de Banca en el Ministerio de Finanzas. Desde 1894 hasta 1899, fungió como embajador ante el Reino Unido, y en 1900, durante el cuarto gabinete del primer ministro Itō Hirobumi, fue Ministro de Asuntos Exteriores; sin embargo, duró unos pocos meses. En ambos puestos contribuyó a estrechar lazos con el Reino Unido, que cristalizaron en la alianza anglo-japonesa de 1902.
Fue elegido diputado de la Cámara de Representantes de la Dieta en 1902 por la prefectura de Kōchi. Fue nombrado nuevamente ministro de Relaciones Exteriores en 1906 en el gabinete de Saionji Kinmochi, pero renunció al poco por oponerse a la nacionalización de los ferrocarriles privados, medida que aprobó el Consejo de Ministros. Volvió a desempeñar un cargo público en 1908 al aceptar nuevamente el puesto de embajador cerca del Reino Unido. Fue nombrado caballero gran cruz de honor de la Orden de San Miguel y San Jorge, y tenía reputación de ser uno de los más poderosos entre los estadistas más jóvenes. Volvió a ocupar el cargo de Ministro de Asuntos Exteriores en 1913 en el tercer gabinete de Katsura Tarō y en el segundo de Okuma Shigenobu.
Retomó la cartera de Relaciones Exteriores en 1914, en vísperas de la Primera Guerra Mundial, y en palabras de Hew Strachan:

«De todos los estadistas del mundo en 1914, Katō demostró al más listo el uso de la guerra para propósitos políticos. Domésticamente, él eclosionó al aseverar el dominio del Ministro de Exteriores y del gabinete en la realización de la política exterior de Japón. Internacionalmente, el tomó la oportunidad de redefinir la relación entre Japón y China. Al hacerlo de este modo, simplemente no rebasaba el flanco enemigo a los extremistas que se oponían a él; fue también respetable con su propia creencia que Japón podría ser una gran potencia como Europa.»
 The First World War, p. 72

A pesar de estas palabras, la decisión de Katō de que Japón entrase en la Primera Guerra Mundial disgustó al  genrō, al que no consultó en este asunto, y como consecuencia perdió poder y autoridad. Además, surgió una controversia en enero de 1915, cuando presentó las Veintiuna exigencias a China, gesto que desencadenó un gran incidente internacional y suscitó una considerable oposición en Japón.

## Primer ministro
En 1915, Katō fue elegido miembro de la Casa de los Lores por orden imperial. En 1916, fue presidente del partido conservador Kenseikai, cuyas políticas influenciaron grandemente por la oposición de Katō al genro, el apoyo a la constitución y a la extensión del sufragio popular.
En 1924 fue designado primer ministro de Japón, cargo que duró hasta su muerte en enero de 1926. Su gabinete fue apodado "Goken Sanpa Naikaku" (gabinete basado en las tres facciones pro-constitucionalistas), y a pesar de su naturaleza como coalición, fue capaz de promulgar leyes significativas. En 1925, promulgó la Ley General de Elecciones, que extendía el voto a todos los ciudadanos varones mayores de 25 años. Ratificó la Ley de Preservación de la Paz, que suprimía a las organizaciones políticas radicales, y concluyó con la Convención Básica Soviética-Japonesa. También fue el iniciador del servicio militar universal en Japón. Katō batalló por la reducción del gasto gubernamental, pero también sufrió críticas de naturaleza personal por sus nexos familiares con Mitsubishi.